# Ismaël Bennacer
Ismaël Bennacer (in arabo اسماعيل بن ناصر‎?; Arles, 1º dicembre 1997) è un calciatore francese naturalizzato algerino, centrocampista del Milan e della nazionale algerina, con cui è diventato campione d’Africa nel 2019.
In carriera ha vestito le maglie di Arles, Arsenal, Tours, Empoli e Milan. Ha vinto un campionato italiano di Serie B (2017-2018) con l'Empoli e un campionato italiano di Serie A (2021-2022) e una supercoppa italiana (2024) con i rossoneri. Con la nazionale algerina ha vinto la Coppa d'Africa 2019.
A livello individuale è stato eletto migliore giocatore della Coppa d'Africa 2019 e inserito nella migliore squadra della stessa competizione.

## Biografia
Nato ad Arles, nel sud della Francia, da padre marocchino e madre algerina, è un musulmano praticante.

## Caratteristiche tecniche
Inizialmente impiegato come trequartista, ha poi ricoperto molti altri ruoli del centrocampo. Nel suo periodo di militanza all'Empoli ha iniziato a destreggiarsi nel ruolo di mezzala e, in seguito, in quello di regista in un centrocampo a tre. Scattante, tecnico e dotato di un'ottima visione di gioco, al Milan, sotto la guida di Stefano Pioli, mette in mostra anche le sue doti difensive dimostrando grandi qualità nel recuperare palloni e nei contrasti. Il suo ruolo naturale è quello del mediano, abile nel recuperare palloni fare scelte giuste in poco tempo e ottima visione del gioco con un ottimo tiro, poco impiegato dal Milan per i suoi frequenti infortuni.

## Carriera

### Club

#### Gli inizi
Inizia a giocare nelle giovanili dell'Arles, squadra della sua città natale. Entra a far parte della squadra B, militante nello Championnat de France amateur 2, il quinto livello del calcio francese, e mette a referto 16 presenze in due stagioni. Il 3 gennaio 2015 esordisce in prima squadra, nella partita di Coppa di Francia persa per 2-1 sul campo del Red Star, nella quale segna l'unico gol degli ospiti. Sei giorni dopo, il 9 gennaio, fa il suo esordio anche in campionato, nella partita pareggiata per 1-1 in trasferta contro l'Orléans. Conclude la stagione con 7 presenze in prima squadra.

#### Arsenal e prestito al Tours
Nell'estate del 2015 viene acquistato, diciassettenne, dall'Arsenal, che lo inserisce nella sua squadra giovanile, partecipante, fra l'altro, anche alla UEFA Youth League. L'esordio in prima squadra avviene il 27 ottobre 2015, nella sconfitta per 3-0 sul campo dello Sheffield Weds in Coppa di Lega. Questa rimarrà, tuttavia, la sua unica presenza con la prima squadra.
A metà della stagione successiva, il 31 gennaio 2017, nell'ultimo giorno di calciomercato invernale, torna in Francia, passando in prestito al Tours, in Ligue 2. Debutta il 3 febbraio, entrando in campo al 70' della partita di campionato pareggiata per 1-1 in trasferta contro lo Stade Reims. Il 14 aprile segna per la prima volta in carriera, realizzando un gol nella gara interna vinta per 3-1 contro il Sochaux. Chiude il campionato con 16 presenze e una rete.

#### Empoli
Il 21 agosto 2017 il diciannovenne viene ceduto a titolo definitivo all'Empoli, squadra di Serie B con la quale firma un contratto quadriennale. Esordisce con i toscani il 26 agosto, alla prima di campionato, pareggiata per 1-1 sul campo della Ternana, entrando in campo al 62' al posto di Zappella. Segna la sua prima rete il 24 febbraio 2018, nella partita pareggiata in trasferta per 1-1 contro il Cittadella. Con l'avvento di Andreazzoli si conferma uomo chiave per il centrocampo azzurro, chiudendo la stagione con 39 presenze, 2 reti (l'altra nel successo esterno per 2-3 contro il Cesena) e la vittoria del campionato.
Il 19 agosto 2018 debutta in Serie A, nella partita contro il Cagliari, subentrando all'80' ad Antonino La Gumina. Al termine della sua prima stagione nella massima serie, conclusa con la retrocessione dei toscani, risulta, assieme a Giovanni Di Lorenzo, tra i giocatori della rosa più utilizzati in campionato, avendo saltato solo una partita per squalifica.

#### Milan

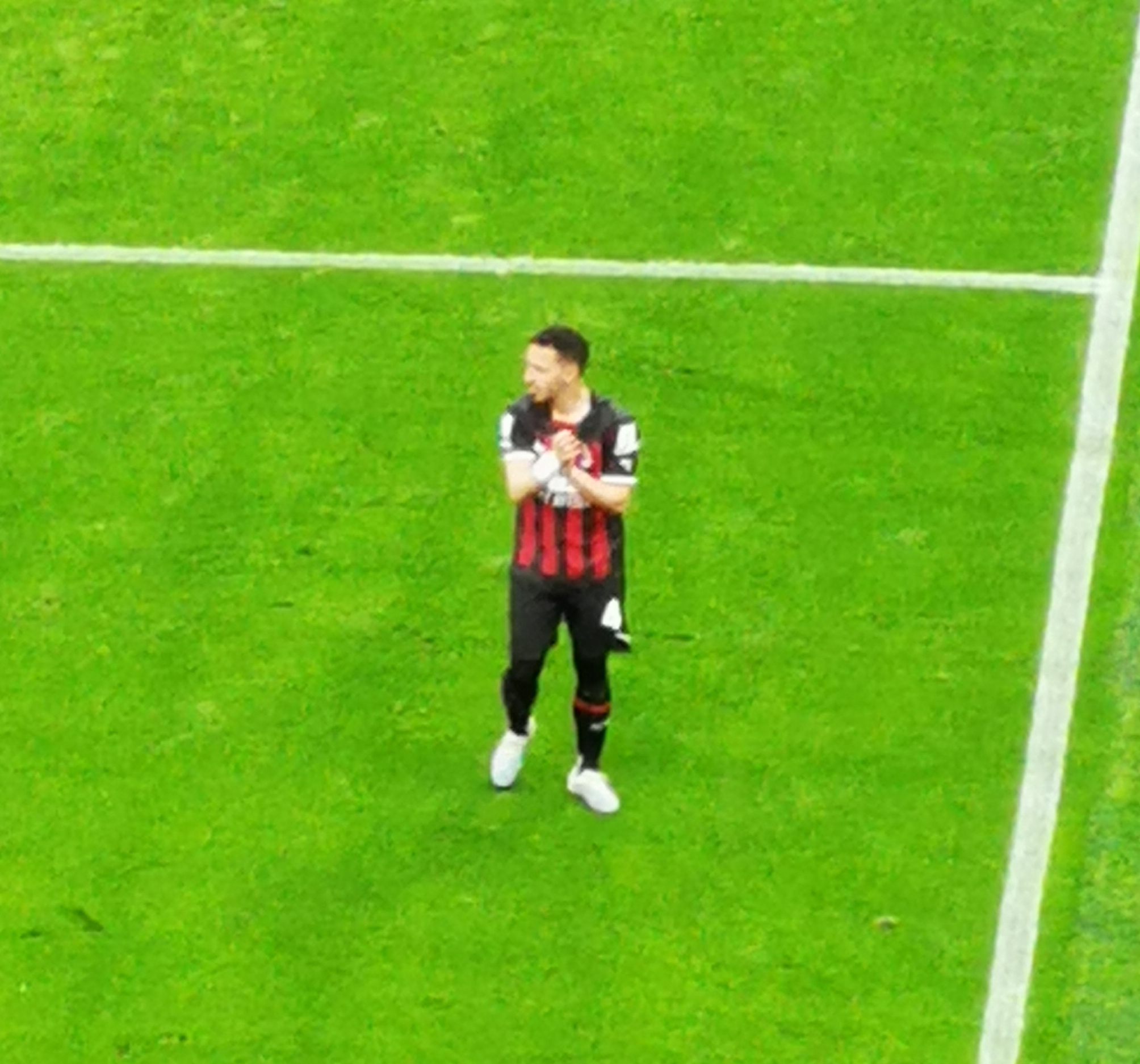
Bennacer con il Milan nel 2023

Il 4 agosto 2019 il Milan lo acquista dall'Empoli per 16 milioni di euro più uno di bonus. Il giocatore firma un contratto quinquennale. Dopo un inizio difficile, il rendimento migliora. Il calciatore viene schierato da titolare come centrocampista centrale al fianco del compagno Franck Kessié nel modulo 4-2-3-1, utilizzato dall'allenatore Stefano Pioli. Realizza la sua prima rete nel massimo campionato italiano il 18 luglio 2020, nella vittoria casalinga per 5-1 contro il Bologna.
All'inizio della stagione successiva, il 17 settembre 2020, esordisce nelle coppe europee giocando da titolare la partita vinta per 0-2 a Dublino contro lo Shamrock Rovers, valida per il secondo turno di qualificazione dell'Europa League. A dicembre subisce un infortunio, seguito da successivi fastidi muscolari, che ne limitano molto l'utilizzo durante la stagione.
Nella stagione 2021-2022 esordisce in UEFA Champions League, arrivando a totalizzare 6 presenze ai gironi contro Liverpool, Atlético Madrid e Porto. In campionato si ritrova in concorrenza con Franck Kessié e Sandro Tonali per il posto da titolare nella mediana rossonera, ma nonostante ciò totalizza 31 presenze in campionato, mettendo a segno 2 reti, contro Bologna e Cagliari. A fine stagione vince il campionato: lo scudetto è il primo trofeo che si aggiudica con i rossoneri.
Nella stagione 2022-2023, a seguito dell'abbandono di Kessié, rafforza il suo ruolo di cardine del centrocampo al fianco di Tonali. Il 5 ottobre 2022, in seguito alle assenze di Davide Calabria e Theo Hernández indossa per la prima volta la fascia da capitano in una gara ufficiale contro il Chelsea. Il 12 gennaio 2023 rinnova il proprio contratto con la società rossonera fino al 30 giugno 2027. Il 12 aprile nella gara di andata dei quarti di finale di Champions League, vinta per 1-0 contro il Napoli, realizza la sua prima rete nella competizione. Il 10 maggio subisce un infortunio nella semifinale di Champions League contro l'Inter, che lo terrà fuori dal campo per 6 mesi.
Torna in campo il 2 dicembre 2023, subentrando nel finale della partita vinta per 3-1 in casa contro il Frosinone.
Nella stagione successiva, il 6 gennaio 2025, vince il suo secondo trofeo con i rossoneri: la Supercoppa italiana vinta per 3-2 in rimonta contro i rivali cittadini dell'Inter.

#### Olympique Marsiglia
Il 3 febbraio 2025 viene ceduto in prestito con diritto di riscatto all'Olympique Marsiglia, in Ligue 1.
A fine stagione non viene riscattato dal club francese e fa ritorno al Milan pur non rientrando nei piani tecnici del nuovo allenatore Massimiliano Allegri.

### Nazionale
Comincia l'attività internazionale con le selezioni nazionali giovanili francesi, prima con l'Under-18, con cui gioca 2 partite e segna 1 gol e successivamente con l'Under-19, con cui disputa 5 gare con 1 rete, di cui 4 nelle qualificazioni all'Europeo di categoria del 2016, non venendo però convocato per la fase finale. Nell'estate 2016 opta per l'Algeria, in virtù delle origini della madre, dove debutta il 4 settembre in nazionale maggiore nel 6-0 sul Lesotho nelle qualificazioni alla Coppa d'Africa 2017. Nel 2017 viene inserito nella lista dei 31 preconvocati per la Coppa d'Africa in Gabon, rientrando nella lista dei 23 in sostituzione dell'infortunato Saphir Taïder. Gli algerini escono nella fase a gironi e Bennacer non viene schierato in nessuna gara.
Dopo due anni passati stabilmente in nazionale maggiore, viene convocato per la Coppa d'Africa 2019 in Egitto. Il 19 luglio 2019 si laurea campione d'Africa, battendo in finale il Senegal per 1-0, con lui che ha avviato l'azione per il goal decisivo di Bounedjah. Al termine del torneo viene nominato miglior giocatore della competizione.
Il 13 ottobre 2020 realizza la sua prima rete in nazionale, nell'amichevole pareggiata per 2-2 contro il Messico.

## Statistiche

### Presenze e reti nei club
Statistiche aggiornate al 2 febbraio 2025.
| Stagione        | Squadra             | Campionato      | Campionato | Campionato | Coppe nazionali | Coppe nazionali | Coppe nazionali | Coppe continentali | Coppe continentali | Coppe continentali | Altre coppe | Altre coppe | Altre coppe | Totale | Totale | Totale |
| Stagione        | Squadra             | Comp            | Pres       | Reti       | Comp            | Pres            | Reti            | Comp               | Pres               | Reti               | Comp        | Pres        | Reti        | Pres   | Reti   |        |
| --------------- | ------------------- | --------------- | ---------- | ---------- | --------------- | --------------- | --------------- | ------------------ | ------------------ | ------------------ | ----------- | ----------- | ----------- | ------ | ------ | ------ |
| 2013-2014       | Arles-Avignon 2     | CFA 2           | 6          | 0          | -               | -               | -               | -                  | -                  | -                  | -           | -           | -           | 6      | 0      |        |
| 2014-2015       | Arles-Avignon 2     | CFA 2           | 14         | 0          | -               | -               | -               | -                  | -                  | -                  | -           | -           | -           | 14     | 0      |        |
| Totale Arles 2  | Totale Arles 2      | Totale Arles 2  | 20         | 0          |                 | -               | -               |                    | -                  | -                  |             | -           | -           | 20     | 0      |        |
| 2014-2015       | Arles               | L2              | 6          | 0          | CF+CdL          | 1+0             | 1               | -                  | -                  | -                  | -           | -           | -           | 7      | 1      |        |
| 2015-2016       | Arsenal             | PL              | 0          | 0          | FACup+CdL       | 0+1             | 0               | UCL                | -                  | -                  | CS          | -           | -           | 1      | 0      |        |
| 2016-gen. 2017  | Arsenal             | PL              | 0          | 0          | FACup+CdL       | 0               | 0               | UCL                | -                  | -                  | -           | -           | -           | 0      | 0      |        |
| Totale Arsenal  | Totale Arsenal      | Totale Arsenal  | 0          | 0          |                 | 1               | 0               |                    | -                  | -                  |             | -           | -           | 1      | 0      |        |
| gen.-giu. 2017  | Tours               | L2              | 16         | 1          | CF+CdL          | 0               | 0               | -                  | -                  | -                  | -           | -           | -           | 16     | 1      |        |
| 2017-2018       | Empoli              | B               | 39         | 2          | CI              | 0               | 0               | -                  | -                  | -                  | -           | -           | -           | 39     | 2      |        |
| 2018-2019       | Empoli              | A               | 37         | 0          | CI              | 1               | 0               | -                  | -                  | -                  | -           | -           | -           | 38     | 0      |        |
| Totale Empoli   | Totale Empoli       | Totale Empoli   | 76         | 2          |                 | 1               | 0               |                    | -                  | -                  |             | -           | -           | 77     | 2      |        |
| 2019-2020       | Milan               | A               | 31         | 1          | CI              | 4               | 0               | -                  | -                  | -                  | -           | -           | -           | 35     | 1      |        |
| 2020-2021       | Milan               | A               | 21         | 0          | CI              | 0               | 0               | UEL                | 9                  | 0                  | -           | -           | -           | 30     | 0      |        |
| 2021-2022       | Milan               | A               | 31         | 2          | CI              | 3               | 0               | UCL                | 6                  | 0                  | -           | -           | -           | 40     | 2      |        |
| 2022-2023       | Milan               | A               | 28         | 2          | CI              | 1               | 0               | UCL                | 10                 | 1                  | SI          | 1           | 0           | 40     | 3      |        |
| 2023-2024       | Milan               | A               | 20         | 2          | CI              | 0               | 0               | UCL+UEL            | 0+5                | 0                  | -           | -           | -           | 25     | 2      |        |
| 2024-feb. 2025  | Milan               | A               | 6          | 0          | CI              | 0               | 0               | UCL                | 1                  | 0                  | SI          | 1           | 0           | 8      | 0      |        |
| Totale Milan    | Totale Milan        | Totale Milan    | 137        | 7          |                 | 8               | 0               |                    | 31                 | 1                  |             | 2           | 0           | 178    | 8      |        |
| feb.-giu. 2025  | Olympique Marsiglia | L1              | 12         | 0          | CF              | 0               | 0               | -                  | -                  | -                  | -           | -           | -           | 0      | 0      |        |
| Totale carriera | Totale carriera     | Totale carriera | 267        | 10         |                 | 11              | 1               |                    | 31                 | 1                  |             | 2           | 0           | 299    | 12     |        |

### Cronologia presenze e reti in nazionale
| Cronologia completa delle presenze e delle reti in nazionale ― Algeria | Cronologia completa delle presenze e delle reti in nazionale ― Algeria | Cronologia completa delle presenze e delle reti in nazionale ― Algeria | Cronologia completa delle presenze e delle reti in nazionale ― Algeria | Cronologia completa delle presenze e delle reti in nazionale ― Algeria | Cronologia completa delle presenze e delle reti in nazionale ― Algeria | Cronologia completa delle presenze e delle reti in nazionale ― Algeria | Cronologia completa delle presenze e delle reti in nazionale ― Algeria |
| Data                                                                   | Città                                                                  | In casa                                                                | Risultato                                                              | Ospiti                                                                 | Competizione                                                           | Reti                                                                   | Note                                                                   |
| ---------------------------------------------------------------------- | ---------------------------------------------------------------------- | ---------------------------------------------------------------------- | ---------------------------------------------------------------------- | ---------------------------------------------------------------------- | ---------------------------------------------------------------------- | ---------------------------------------------------------------------- | ---------------------------------------------------------------------- |
| 4-9-2016                                                               | Blida                                                                  | Algeria                                                                | 6 – 0                                                                  | Lesotho                                                                | Qual. Coppa d'Africa 2017                                              | -                                                                      | 84’                                                                    |
| 7-10-2017                                                              | Yaoundé                                                                | Camerun                                                                | 2 – 0                                                                  | Algeria                                                                | Qual. Mondiali 2018                                                    | -                                                                      | 60’                                                                    |
| 10-11-2017                                                             | Costantina                                                             | Algeria                                                                | 1 – 1                                                                  | Nigeria                                                                | Qual. Mondiali 2018                                                    | -                                                                      | 76’                                                                    |
| 14-11-2017                                                             | Algeri                                                                 | Algeria                                                                | 3 – 0                                                                  | Rep. Centrafricana                                                     | Amichevole                                                             | -                                                                      | 61’                                                                    |
| 22-3-2018                                                              | Algeri                                                                 | Algeria                                                                | 4 – 1                                                                  | Tanzania                                                               | Amichevole                                                             | -                                                                      | 69’                                                                    |
| 9-5-2018                                                               | Cadice                                                                 | Arabia Saudita                                                         | 2 – 0                                                                  | Algeria                                                                | Amichevole                                                             | -                                                                      | 76’                                                                    |
| 1-6-2018                                                               | Algeri                                                                 | Algeria                                                                | 2 – 3                                                                  | Capo Verde                                                             | Amichevole                                                             | -                                                                      | 58’                                                                    |
| 22-3-2019                                                              | Blida                                                                  | Algeria                                                                | 1 – 1                                                                  | Gambia                                                                 | Qual. Coppa d'Africa 2019                                              | -                                                                      |                                                                        |
| 11-6-2019                                                              | Doha                                                                   | Algeria                                                                | 1 – 1                                                                  | Burundi                                                                | Amichevole                                                             | -                                                                      | 68’                                                                    |
| 16-6-2019                                                              | Doha                                                                   | Algeria                                                                | 3 – 2                                                                  | Mali                                                                   | Amichevole                                                             | -                                                                      | 66’                                                                    |
| 23-6-2019                                                              | Il Cairo                                                               | Algeria                                                                | 2 – 0                                                                  | Kenya                                                                  | Coppa d'Africa 2019 - 1º turno                                         | -                                                                      |                                                                        |
| 27-6-2019                                                              | Il Cairo                                                               | Senegal                                                                | 0 – 1                                                                  | Algeria                                                                | Coppa d'Africa 2019 - 1º turno                                         | -                                                                      | 90+2’                                                                  |
| 1-7-2019                                                               | Il Cairo                                                               | Tanzania                                                               | 0 – 3                                                                  | Algeria                                                                | Coppa d'Africa 2019 - 1º turno                                         | -                                                                      | 57’                                                                    |
| 7-7-2019                                                               | Il Cairo                                                               | Algeria                                                                | 3 – 0                                                                  | Guinea                                                                 | Coppa d'Africa 2019 - Ottavi di finale                                 | -                                                                      |                                                                        |
| 11-7-2019                                                              | Suez                                                                   | Costa d'Avorio                                                         | 1 – 1 dts (3 – 4 dtr)                                                  | Algeria                                                                | Coppa d'Africa 2019 - Quarti di finale                                 | -                                                                      | 39’                                                                    |
| 14-7-2019                                                              | Il Cairo                                                               | Algeria                                                                | 2 – 1                                                                  | Nigeria                                                                | Coppa d'Africa 2019 - Semifinale                                       | -                                                                      |                                                                        |
| 19-7-2019                                                              | Il Cairo                                                               | Senegal                                                                | 0 – 1                                                                  | Algeria                                                                | Coppa d'Africa 2019 - Finale                                           | -                                                                      |                                                                        |
| 9-9-2019                                                               | Blida                                                                  | Algeria                                                                | 1 – 0                                                                  | Benin                                                                  | Amichevole                                                             | -                                                                      |                                                                        |
| 10-10-2019                                                             | Blida                                                                  | Algeria                                                                | 1 – 1                                                                  | RD del Congo                                                           | Amichevole                                                             | -                                                                      |                                                                        |
| 15-10-2019                                                             | Lilla                                                                  | Algeria                                                                | 3 – 0                                                                  | Colombia                                                               | Amichevole                                                             | -                                                                      |                                                                        |
| 14-11-2019                                                             | Blida                                                                  | Algeria                                                                | 5 – 0                                                                  | Zambia                                                                 | Qual. Coppa d'Africa 2021                                              | -                                                                      |                                                                        |
| 18-11-2019                                                             | Gaborone                                                               | Botswana                                                               | 0 – 1                                                                  | Algeria                                                                | Qual. Coppa d'Africa 2021                                              | -                                                                      | 81’                                                                    |
| 13-10-2020                                                             | L'Aia                                                                  | Algeria                                                                | 2 – 2                                                                  | Messico                                                                | Amichevole                                                             | 1                                                                      |                                                                        |
| 12-11-2020                                                             | Algeri                                                                 | Algeria                                                                | 3 – 1                                                                  | Zimbabwe                                                               | Qual. Coppa d'Africa 2021                                              | -                                                                      |                                                                        |
| 17-11-2020                                                             | Harare                                                                 | Zimbabwe                                                               | 2 – 2                                                                  | Algeria                                                                | Qual. Coppa d'Africa 2021                                              | -                                                                      | 79’                                                                    |
| 29-3-2021                                                              | Blida                                                                  | Algeria                                                                | 5 – 0                                                                  | Botswana                                                               | Qual. Coppa d'Africa 2021                                              | -                                                                      | 55’ 60’                                                                |
| 2-9-2021                                                               | Blida                                                                  | Algeria                                                                | 8 – 0                                                                  | Gibuti                                                                 | Qual. Mondiali 2022                                                    | -                                                                      | 46’                                                                    |
| 7-9-2021                                                               | Marrakech                                                              | Burkina Faso                                                           | 1 – 1                                                                  | Algeria                                                                | Qual. Mondiali 2022                                                    | -                                                                      |                                                                        |
| 8-10-2021                                                              | Blida                                                                  | Algeria                                                                | 6 – 1                                                                  | Niger                                                                  | Qual. Mondiali 2022                                                    | -                                                                      | 78’                                                                    |
| 12-10-2021                                                             | Niamey                                                                 | Niger                                                                  | 0 – 4                                                                  | Algeria                                                                | Qual. Mondiali 2022                                                    | 1                                                                      | 67’                                                                    |
| 12-11-2021                                                             | Il Cairo                                                               | Gibuti                                                                 | 0 – 4                                                                  | Algeria                                                                | Qual. Mondiali 2022                                                    | -                                                                      | 46’                                                                    |
| 16-11-2021                                                             | Blida                                                                  | Algeria                                                                | 2 – 2                                                                  | Burkina Faso                                                           | Qual. Mondiali 2022                                                    | -                                                                      | 89’                                                                    |
| 5-1-2022                                                               | Ar Rayyan                                                              | Algeria                                                                | 3 – 0                                                                  | Ghana                                                                  | Amichevole                                                             | -                                                                      | 63’                                                                    |
| 16-1-2022                                                              | Douala                                                                 | Algeria                                                                | 0 – 1                                                                  | Guinea Equatoriale                                                     | Coppa d'Africa 2021 - 1º turno                                         | -                                                                      |                                                                        |
| 20-1-2022                                                              | Douala                                                                 | Costa d'Avorio                                                         | 3 – 1                                                                  | Algeria                                                                | Coppa d'Africa 2021 - 1º turno                                         | -                                                                      | 62’                                                                    |
| 25-3-2022                                                              | Douala                                                                 | Camerun                                                                | 0 – 1                                                                  | Algeria                                                                | Qual. Mondiali 2022                                                    | -                                                                      | 46’ 86’                                                                |
| 29-3-2022                                                              | Blida                                                                  | Algeria                                                                | 1 – 2 dts                                                              | Camerun                                                                | Qual. Mondiali 2022                                                    | -                                                                      |                                                                        |
| 4-6-2022                                                               | Algeri                                                                 | Algeria                                                                | 2 – 0                                                                  | Uganda                                                                 | Qual. Coppa d'Africa 2023                                              | -                                                                      |                                                                        |
| 8-6-2022                                                               | Dar es Salaam                                                          | Tanzania                                                               | 0 – 2                                                                  | Algeria                                                                | Qual. Coppa d'Africa 2023                                              | -                                                                      |                                                                        |
| 12-6-2022                                                              | Doha                                                                   | Iran                                                                   | 1 – 2                                                                  | Algeria                                                                | Amichevole                                                             | -                                                                      |                                                                        |
| 23-9-2022                                                              | Bir El Djir                                                            | Algeria                                                                | 1 – 0                                                                  | Guinea                                                                 | Amichevole                                                             | -                                                                      | 66’                                                                    |
| 27-9-2022                                                              | Bir El Djir                                                            | Algeria                                                                | 2 – 1                                                                  | Nigeria                                                                | Amichevole                                                             | -                                                                      |                                                                        |
| 16-11-2022                                                             | Bir El Djir                                                            | Algeria                                                                | 1 – 1                                                                  | Mali                                                                   | Amichevole                                                             | -                                                                      | 46’                                                                    |
| 19-11-2022                                                             | Malmö                                                                  | Svezia                                                                 | 2 – 0                                                                  | Algeria                                                                | Amichevole                                                             | -                                                                      |                                                                        |
| 23-3-2023                                                              | Baraki                                                                 | Algeria                                                                | 2 – 1                                                                  | Niger                                                                  | Qual. Coppa d'Africa 2023                                              | -                                                                      |                                                                        |
| 27-3-2023                                                              | Radès                                                                  | Niger                                                                  | 0 – 1                                                                  | Algeria                                                                | Qual. Coppa d'Africa 2023                                              | -                                                                      | 42’ 64’                                                                |
| 5-1-2024                                                               | Lomé                                                                   | Togo                                                                   | 0 – 3                                                                  | Algeria                                                                | Amichevole                                                             | -                                                                      | 68’                                                                    |
| 9-1-2024                                                               | Lomé                                                                   | Burundi                                                                | 0 – 4                                                                  | Algeria                                                                | Amichevole                                                             | -                                                                      | 72’                                                                    |
| 15-1-2024                                                              | Bouaké                                                                 | Algeria                                                                | 1 – 1                                                                  | Angola                                                                 | Coppa d'Africa 2023 - 1º turno                                         | -                                                                      | 52’ 80’                                                                |
| 10-6-2024                                                              | Kampala                                                                | Uganda                                                                 | 1 – 2                                                                  | Algeria                                                                | Qual. Mondiali 2026                                                    | -                                                                      | 85’                                                                    |
| 5-9-2024                                                               | Orano                                                                  | Algeria                                                                | 2 – 0                                                                  | Guinea Equatoriale                                                     | Qual. Coppa d'Africa 2025                                              | -                                                                      | 78’                                                                    |
| 10-6-2025                                                              | Solna                                                                  | Svezia                                                                 | 4 – 3                                                                  | Algeria                                                                | Amichevole                                                             | 1                                                                      | 65’ 79’                                                                |
| Totale                                                                 |                                                                        | Presenze                                                               | 52                                                                     |                                                                        | Reti                                                                   | 3                                                                      |                                                                        |

## Palmarès

### Club
- Campionato italiano di Serie B: 1

Empoli: 2017-2018
- Campionato italiano: 1

Milan: 2021-2022
- Supercoppa italiana: 1

Milan: 2024

### Nazionale
- Coppa d'Africa: 1

Egitto 2019

### Individuale
- Premio Leone d'Argento: 1

2019
- Miglior squadra della Coppa d'Africa: 1

2019
- Miglior giocatore della Coppa d'Africa: 1[1]

2019